# Agrupaciones Electorales de Merindad
Las Agrupaciones Electorales de Merindad (Amaiur) fueron unas coaliciones electorales que se presentaron en las elecciones del 3 de abril de 1979 al Parlamento Foral de Navarra (España), con el fin de aglutinar el electorado nacionalista vasco y de izquierdas en las merindades donde se presentaron.
Las Agrupaciones Electorales de Merindad estaban integradas por militantes de Herri Batasuna (HB), Euskadiko Ezkerra (EE), Euskadiko Mugimendu Komunista (EMK) e independientes de cada merindad. En conjunto tomaron simbólicamente el nombre genérico de Amaiur de dicho lugar navarro, ya que su antiguo castillo de Maya fue el último bastión que resistió los asedios de Castilla en 1521.
En conjunto quedaron en quinta posición, logrando un total de 17 282 votos (6,81 %), 7 escaños y un diputado general, Jesús Bueno Asín, que asumió el cargo de Fomento y Ordenación del Territorio en el primer Gobierno navarro de la Transición española. Por merindades, estos fueron sus resultados:
- Agrupación Electoral de Tierra Estella (AETE); por la merindad de Estella: 6407 votos y 2 escaños (Xabier de Antoñana y Ricardo González).
- Agrupación Electoral Orhi Mendi; por la merindad de Sangüesa: 5954 votos y 3 escaños (Jesús Bueno Asín, Miguel Pedroarena y Jesús Unziti).
- Agrupación Electoral Popular de la Merindad (AEPM); por la merindad de Olite: 4921 votos y 2 escaños (Mauricio Olite y Javier Ortigosa).

| Comicios | Cabeza de lista  | Posición | Votos  | %               | Escaños | Gobierno                       |
| -------- | ---------------- | -------- | ------ | --------------- | ------- | ------------------------------ |
| 1979     | Jesús Bueno Asín | 5°       | 17.282 | \| \| 6,78 % \| | 7/70    | Coalición (UCD-PSOE-HB-Amaiur) |
|          | 6,78 %           |          |        |                 |         |                                |